# أرانزا سالو
أرانزا سالو (بالإسبانية: Aranza Salut)‏ مواليد 12 يوليو 1991 في روساريو، هي لاعبة كرة مضرب أرجنتينية تلعب باليد اليمنى. أعلى مركز لها في تصنيف رابطة محترفات كرة المضرب في الفردي كان المركز الـ 306 في سنة 2010. أعلى تصنيف لها في الزوجي كان المركز الـ 288 في سنة 2012.

## روابط خارجية
- أرانزا سالو على موقع رابطة محترفات التنس (الإنجليزية)
- أرانزا سالو على موقع الاتحاد الدولي لكرة المضرب (الإنجليزية)
- أرانزا سالو على موقع خلاصة التنس.كوم (الإنجليزية)
- أرانزا سالو على موقع إي إس بي إن.كوم (الإنجليزية)